# Stratego

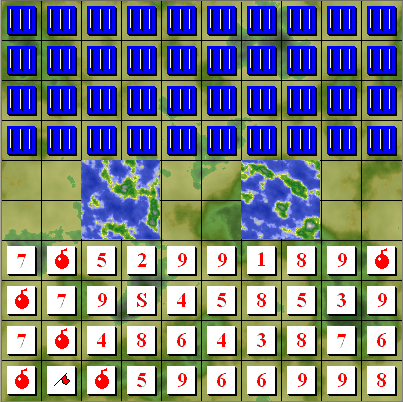
En datorversion av Stratego

Stratego är ett sällskapsspel för två personer. Spelplanen består av ett rutnät med storleken 10x10 rutor.
Varje spelare förfogar över vars 40 spelpjäser som representerar en armé. Spelpjäserna är rankade utifrån olika armégrader.
Målet med spelet är att hitta motståndarens flagga, eller att besegra så många av motståndarens spelpjäser att han inte kan utföra något drag. Den som först uppnår något av dessa mål vinner spelet.

## Tillvägagångssätt
En av spelarna använder blå spelpjäser och den andra använder röda spelpjäser. Spelpjäserna är färgade på båda sidor så att spelarna lätt ska kunna utskilja sina egna pjäser från motståndarens. Rankingen på spelpjäsen är endast tryckt på den ena sidan så att spelaren inte ska kunna identifiera rankingen på motståndarens spelpjäs. Varje spelare flyttar en pjäs i taget. Om pjäsen flyttas till en ruta där en av motståndarens pjäs befinner sig avslöjas rankingen på båda pjäserna. Den av de två pjäserna med svagast ranking lyfts ur spelet. Om båda pjäserna har samma ranking lyfts båda ur spelet.
Två zoner i mitten av spelplanen bestående av 2x2 rutor kan inte beträdas av spelarens pjäser. Dessa visas som sjöar på spelplanen och är främst till för att försvåra frontalattacker. 

## Uppställning
Spelarna ställer i början av spelet upp sina pjäser på ett område av 4x10 rutor. Uppställningen har stor betydelse för utgången av spelet och det finns en hel del olika strategier för hur man kan ställa upp sina pjäser.

## Spelpjäser
De flyttbara pjäserna består av 10 olika sorter med olika rang. Den högsta rangen överst i tabellen nedanför.
| Ranking | Namn         | Antal |
| ------- | ------------ | ----- |
| 1       | Fältmarskalk | 1     |
| 2       | General      | 1     |
| 3       | Överste      | 2     |
| 4       | Major        | 3     |
| 5       | Kapten       | 4     |
| 6       | Löjtnant     | 4     |
| 7       | Sergeant     | 4     |
| 8       | Minör        | 5     |
| 9       | Spejare      | 8     |
| 10      | Spion        | 1     |

Utöver de flyttbara pjäserna har man även sex stycken bomber och en flagga.
För de flesta av spelpjäserna är det rankingen som avgör vilka andra pjäser de kan slå ut men det finns vissa undantag. Bland annat är det bomben som slår ut alla andra pjäser förutom minören. Bomben går dock inte att flytta och den står även kvar efter det att en motståndare har gått på den och förlorat, förutsatt då att det inte var minören. Varje lag har även en spion vilken är den enda flyttbara pjäsen som kan slå ut Fältmarskalken. Spionen är lägst rankad och förlorar dock alltså mot alla övriga pjäser, även Fältmarskalken i det fall då det är Fältmarskalken som attackerar spionen. Enda undantaget är motståndarens spion, möts dessa slås bägge ut.
Alla de flyttbara pjäserna kan endast flyttas ett steg antingen horisontellt eller vertikalt. Undantaget är spejaren som får förflyttas valfritt antal steg i horisontell och vertikal linje (som tornet i schack). Inga av pjäserna får förflyttas diagonalt eller fram och tillbaka mellan två rutor i mer än tre ronder i rad. 